# West-Duits voetbalkampioenschap 1913/14
In 1913/14 werd het twaalfde voetbalkampioenschap gespeeld dat georganiseerd werd door de West-Duitse voetbalbond.
Duisburger SpV werd kampioen en plaatste zich voor de eindronde om de Duitse landstitel. De club versloeg Altonaer FC 1893 en verloor in de halve finale van VfB Leipzig.

## Deelnemers aan de eindronde
| Club                  | Gekwalificeerd als     |
| --------------------- | ---------------------- |
| Casseler FV 1895      | Kampioen van Hessen    |
| Düsseldorfer SV 04    | Kampioen van Noordrijn |
| Duisburger SpV        | Kampioen van Ruhr      |
| FC Preußen 06 Münster | Kampioen van Westfalen |
| Cölner BC 01          | Kampioen van Zuidrijn  |

## Finaleronde
| Plaats | Club                  | Wed. | W | G | V | Saldo | Ptn  |
| ------ | --------------------- | ---- | - | - | - | ----- | ---- |
| 1.     | Duisburger SpV        | 8    | 6 | 2 | 0 | 24:6  | 14:2 |
| 2.     | FC Preußen 06 Münster | 8    | 5 | 0 | 3 | 20:13 | 10:6 |
| 3.     | Cölner BC 01          | 8    | 3 | 2 | 3 | 18:28 | 8:8  |
| 4.     | Casseler FV 1895      | 8    | 2 | 1 | 5 | 7:18  | 5:11 |
| 5.     | Düsseldorfer SV 04    | 8    | 1 | 1 | 6 | 11:15 | 3:13 |

|  | Kampioen, geplaatst voor nationale eindronde |